# Benjamín Naishtat
Benjamín Naishtat (Buenos Aires, 1986) es un director de cine y guionista argentino.

## Biografía
Nació en Buenos Aires en 1986, donde vive y trabaja. En su adolescencia estudió en el Colegio Nacional de Buenos Aires .Cursó estudios de grado en la Universidad del Cine (Argentina) y luego realizó un posgrado en artes contemporáneas en Le Fresnoy - Estudio Nacional de Artes Contemporáneas (Francia).
Dirigió los cortometrajes Estamos bien (2008) y El juego (2010), exhibidos en festivales internacionales como la Cinéfondation del Festival de Cannes, Rotterdam o IndieLisboa, entre otros. En 2011, realizó la vídeoinstalación Historia del mal, que recorrió distintas galerías y museos en Latinoamérica y Europa. Historia del miedo fue su primer largometraje, que estrenó en la Competencia de Berlin en 2014 y ganó premios en Jeonju, San Francisco y Wroclaw New Horizons.

## Premios y reconocimientos
- Concurso “Historias breves V”[1]
- 2018. Premio Concha de Plata a la mejor dirección.[5]
- 2023. Mejor guion. Festival Internacional de Cine de San Sebastián. Junto a María Alché.[6]

## Filmografía

### Dirección
- Historia del miedo (2014)
- El movimiento (2016)
- Rojo (2018)
- Puan (2023)